# Phaio geminiguttata
Phaio geminiguttata är en fjärilsart som beskrevs av Paul Dognin 1911. Phaio geminiguttata ingår i släktet Phaio och familjen björnspinnare. Inga underarter finns listade i Catalogue of Life.